# Alvdal
Alvdal là một đô thị ở hạt Hedmark, Na Uy. Nó là một phần của khu vực truyền thống của Østerdalen. Trung tâm hành chính của đô thị này là làng Alvdal.
Alvdal (cùng với phần phía đông của đô thị Folldal) đã được tách khỏi đô thị Tynset để trở thành một đô thị của riêng vào năm 1864. Phần phía tây của Folldal được chuyển từ Dovre (trong hạt Oppland) sang Alvdal (và hạt Hedmark) vào năm 1884. Folldal đã được tách khỏi đô thị Alvdal năm 1914. Tuyến đường sắt đi qua Alvdal Rørosbane.